# Brigada sinucigașilor (film)
Brigada sinucigașilor (engleză: Suicide Squad) este un film american cu super-eroi din 2016, bazat pe echipa omonimă de anti-eroi din DC Comics, scris și regizat de David Ayer. Filmul prezintă o distribuție de ansamblu formată din Will Smith, Jared Leto, Margot Robbie, Joel Kinnaman, Jai Courtney, Cara Delevingne și Viola Davis. Filmările au început pe 13 aprilie 2015, în Toronto, Ontario.
Premiera filmului a avut loc la New York, pe 1 august 2016, iar lansarea în cinematografe a avut loc pe 5 august 2016, în formatele 2D, 3D și IMAX 3D.
Filmul este al treilea din Universul Extins DC (DCEU), după cel din 2013 Man of Steel și cel din 2016 Batman vs. Superman: Zorii dreptății.

## Acțiune
După moartea lui Superman, ofițerul de informații Amanda Waller convinge Washington D.C să-i permită să înființeze Task Force X, o echipă de criminali periculoși închiși la cazarma specială Belle Reve. Echipa este formată din asasinul de elită Deadshot, fostul psihiatru Harley Quinn, fostul gangster cu puteri pirotehnice El Diablo, hoțul Căpitan Boomerang, mutantul genetic Killer Croc și asasinul specializat Slipknot. Cu toții sunt plasați sub comanda colonelului Rick Flag, care îi va conduce în misiuni cu risc prea ridicat pentru guvernul Statelor Unite. Fiecare membru are o nano bombă implantată în gat, proiectată să detoneze dacă vreun membru se va revolta sau va încerca să scape.
Un alt recrut l-a care s-a gândit Waller este prietena lui Flag, Dr. June Moone, un arheolog care a fost posedată de o vrăjitoare demonică numită "Enchantress". Enchantress o trădează rapid pe Waller, dorind să elimine omenirea cu o armă mistică drept răzbunare că a întemnițat-o. Ea asediază Midway City, transformând populația într-o hoardă de monștri aflați sub controlul ei, și îl invocă pe fratele său Incubus să o asiste cu planul ei. Waller trimite apoi echipa pentru a extrage un marcaj de mare amploare din Midway, despre care se spune că se află sub un atac terorist. Katana, o spadasină japoneză, se alătură de asemenea echipei.
Iubitul lui Harley, criminalul nebun Joker, află în ce situație a ajuns și îl torturează pe ofițerul de securitate Griggs de la Belle Reve până este de acord să-l ducă la locul în care au fost fabricate bombele nano. Acolo, Joker îl șantajează pe Dr. Van Criss să dezactiveze bomba lui Harley. La aterizare, elicopterul echipei este împușcat, forțându-i să meargă pe jos până la țintă. Boomerang îl păcălește pe Slipknot că bombele nu sunt reale ci doar o păcăleală pentru-i ține sub control. Astfel, Slipknot încearcă să scape, dar Flag îl ucide prin bomba sa nano, în timp ce echipa este atacată de monștrii lui Enchantress. Ei se luptă până ce ajung în cele din urmă într-o cameră de siguranță, unde află că ținta lor este însăși Waller, care încearcă să-și ascundă implicarea în asediul lui Enchantress.
Echipa o însoțește pe Waller pe un acoperiș de extracție, dar elicopterul care sosește a fost deturnat de Joker și de oamenii săi, care au deschis focul asupra echipei. Bomba lui Harley este dezarmată de Van Criss, astfel că Flag nu o poate opri pe Harley să urce la bordul elicopterului. Oamenii lui Waller împușcă elicopterul, care se prăbușește. Harley reușește să scape și se alătură din nou echipei, în timp ce Joker este considerat mort. Aflând locația lui Waller, servitorii lui Enchantress sosesc și o răpesc. 
Deadshot găsește fișierele confidențiale ale lui Waller și află adevărul despre Enchantress. Flag este apoi forțat să mărturisească adevărul, astfel că membrii echipei îl părăsesc. Cu Waller compromisă, Flag eliberează echipa de sub controlul său, dar are de gând să continue misiunea, chiar și singur. Realizând că au ocazia de a dovedi că nu sunt doar niște criminali, echipa se întoarce la el să termine misiunea și o localizează pe Enchantress într-o stație de metrou parțial inundată. Killer Croc și un grup naval SEAL, condus de locotenentul GQ Edwards, merg sub apă pentru a planta o bomba sub Incubus, în timp ce El Diablo își dezlănțuie puterile și îl distrage pe Incubus suficient de mult pentru ca bomba să se detoneze sub ei, omorându-i pe amândoi, precum și pe Edwards.
Ceilalți membri ai echipei se luptă cu Enchantress, dar în cele din urmă sunt învinși. Enchantress le oferă șansa să le îndeplinească dorințele în schimbul loialității lor, astfel că Harley pretinde că se închină în fața ei, dar doar pentru a se putea apropia destul de mult de inima lui Enchantress, pe care o ia. Killer Croc aruncă explozivi în arma lui Enchantress, iar Deadshot le împușcă, distrugând arma. Flag ia apoi inima lui Enchantress și o zdrobește, omorând-o și eliberând-o pe June de sub controlul ei. 
Waller, încă în viață, apare iar membrii echipei se întorc la Belle Reve, dar cu o sentință mai scurtă cu 10 ani și câteva mici recompense (cu excepția lui Boomerang). Deodată, Joker, încă în viață, și oamenii lui pătrund în penitenciar și o eliberează pe Harley.
Într-o scenă la mijlocul genericului, Waller se întâlnește cu Bruce Wayne, care este de acord să se asigure că nimeni nu va afla de rolul ei în distrugerile făcute de Enchantress, în schimbul accesului la fișierele guvernului privind extinderea comunității celor cu puteri metaumane, precum și oprirea Task Force X, spunând că altfel el și "prietenii lui" o vor face.

## Distribuție

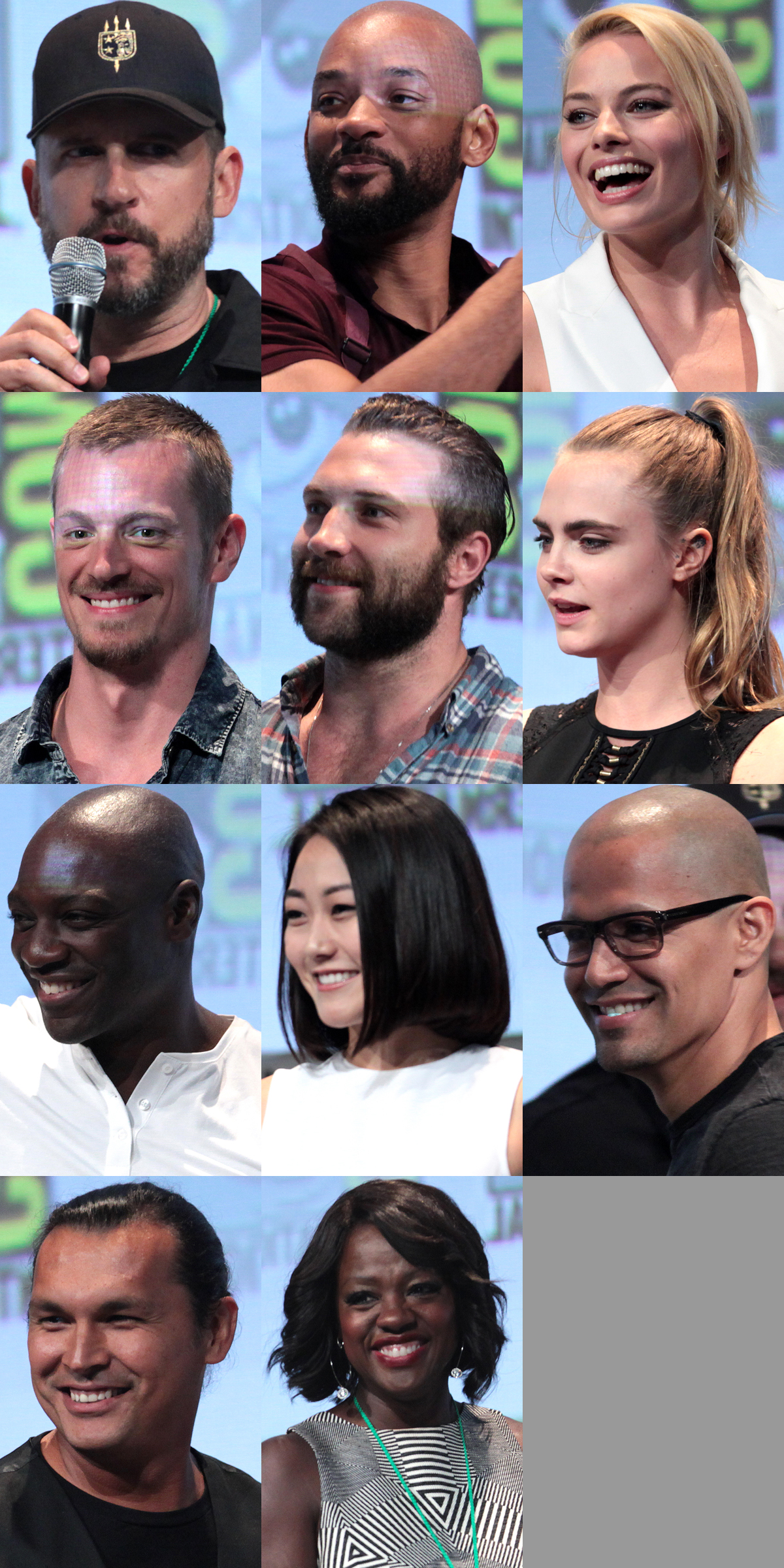
De la stânga la dreapta: regizorul David Ayer, Will Smith, Margot Robbie, Joel Kinnaman, Jai Courtney, Cara Delevingne, Adewale Akinnuoye-Agbaje, Karen Fukuhara, Jay Hernandez, Adam Beach și Viola Davis la San Diego Comic-Con International 2015

- Will Smith în rolul lui Floyd Lawton / Deadshot[10]
- Jared Leto în rolul lui The Joker[10]
- Margot Robbie în rolul lui Harleen Quinzel / Harley Quinn[10]
- Joel Kinnaman în rolul lui Rick Flag[11]
- Jai Courtney în rolul lui George "Digger" Harkness / Captain Boomerang[10]
- Cara Delevingne în rolul lui June Moone / Enchantress[10]
- Viola Davis în rolul lui Amanda Waller[12]
- Adewale Akinnuoye-Agbaje în rolul lui Waylon Jones / Killer Croc[13]
- Karen Fukuhara as Tatsu Yamashiro / Katana[14][15]
- Adam Beach în rolul lui Christopher Weiss / Slipknot[16]
- Jay Hernandez în rolul lui Chato Santana / El Diablo[15][17]
- Scott Eastwood[18]
- Jim Parrack[14]
- Ike Barinholtz[14]
- Common[19]
- Alex Meraz[20]
- David Harbour[21]
- Raymond Olubowale[22]